# 개척자의 날

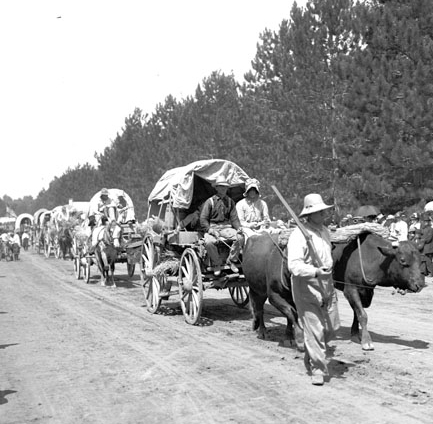

개척자의 날(Pioneer Day)은 1874년 브리검 영이 지금의 솔트레이크시티에 도착한 날을 기념하여 정한 유타주의 법정 공휴일이다.
개척자의 날은 미국 유타주에서 7월 24일에 기념하는 공휴일로 모르몬 개척자들이 원래 정착한 주변 지역에서 일부 축하 행사가 열린다. 이 날은 1847년 7월 24일 브리검 영과 최초의 모르몬 개척자 그룹이 후기 성도들이 일리노이주 나부와 미국 동부의 다른 지역에서 쫓겨난 후 정착한 솔트레이크 계곡에 입성한 것을 기념한다. 퍼레이드, 불꽃놀이, 로데오 및 기타 축제는 행사를 기념하는 데 도움이 된다. 7월 4일과 마찬가지로 개척자의 날에는 많은 지역 및 모든 국영 관공서와 많은 기업이 문을 닫는다.
개척자의 날은 유타주의 공휴일일 뿐만 아니라 예수 그리스도 후기 성도 교회(LDS 교회)의 많은 회원들에게 특별한 행사로 간주된다. 개척자의 날에 일부 후기 성도들은 모르몬 트레일의 일부를 걷거나 손수레를 타고 솔트레이크 계곡으로 들어가는 재현을 재현한다. 미국 전역과 전 세계의 후기 성도들은 7월 24일을 노래, 춤, 포트럭 및 개척자 관련 활동으로 LDS 교회의 개척 시대를 기념하여 기념할 수 있다.
이 명절은 후기 성도 교회와 밀접한 관련이 있지만, 신앙과 국적에 관계없이 일반적으로 개척 시대에 솔트레이크 계곡으로 이주한 모든 사람을 위한 공식 기념일이다. 대륙횡단철도. 이 시기에 주목할 만한 비 후기 성도 미국인 개척자들은 19세기 후반에 유타 최초의 비모르몬 학교(Rowland Hall-St. Mark's)와 최초의 공립 병원(St. Mark's)을 책임졌던 성공회 주교 대니얼 S. 터틀(Daniel S. Tuttle)을 포함한다. 솔트레이크시티의 리버티 공원에 있는 부족 간 파우와우(Intertribal Powwow)는 문화 유산과 지역 아메리카 원주민의 공헌을 기리고 유타인들이 이 지역의 역사를 더 깊이 이해할 수 있도록 돕는다.